# مارک ژیکل
مارک ژیکل (فرانسوی: Marc Gicquel‎؛ زادهٔ ۳۰ مارس ۱۹۷۷) یک تنیس‌باز اهل فرانسه است.